# Черен барбус
Черният барбус (Puntius nigrofasciatus) е вид тропическа риба от разред Шарановидни, ендемичен за Шри Ланка.

## Описание
Младите черни барбуси имат жълтеникаво сиво тяло с черни вертикални ивици. При женските, основната част от всички вертикални ребра са черни. При мъжките, цялата гръбна перка е тъмночерна, аналната перка е червеночерна, а тазовите перки са леко зачервени. Тези риби достигат максимална дължина от 8,6 cm, като женските са малко по-дълги от мъжките.
Живеят в тропическия климат сред прохладните сенчести, тихо течащи залесени потоци с чакъл или пясъчни субстрати. Храната им се състои предимно от нишковидни водорасли и детрит. Те предпочитат вода с 6.0 – 6.5 рН, твърдост на водата 5 – 12 DGH и температура от 22 – 26 °C.
Рибата има търговско значение като аквариумна риба, и се отглежда успешно в плен. Използва се и за създаване на хибридни форми за аквариумна търговия.